# Caso essivo
O essivo é o caso gramatical que indica um estado temporário. Muito comum em línguas fínicas, principalmente no estoniano e no finlandês. 

## Características
O essivo pode ser representado em português pelo gerúndio, como na frase abaixo:
- Sendo estudante, pode pagar meia entrada.

No finlandês, indica também as datas, como lauantai "sábado" que, declinada no caso essivo é lauantaina "no sábado".